# П'єр-Франсуа-Шарль Ожеро
П'єр-Франсуа́-Шарль Ожеро́ (фр. Pierre Augereau, *21 жовтня 1757 —†12 червня 1816) — французький військовий діяч часів Французької революції та Першої імперії, Маршал Франції, пер Франції.

## Життєпис

### Початок кар'єри
Походив з родини П'єра Ожеро, торгівця фруктами у паризькому передмісті Сен-Марсо. Отримав початкову освіту. 1774 році вступив до французької армії. Згодом перейшов на службу до пруської армії, де брав участь у війні за Баварській спадок проти Австрії, а згодом у війнах проти Османської імперії. Тут він отримав посаду сержанту, але потім дезертував, перебравшись до Саксонії. Тут він деякий час був на службі у місцевому війську, а у 1790 році поступив на службу до короля Неаполя. У 1791 році служив королю Португалії.

### На службі Республіки
У 1792 році повернувся до Франції. Протягом у 1793 році отримував звання капітана, підполковника та полковника за успішні дії проти шуанів у Бретані. У 1796—1797 роках брав активну участь у італійській кампанії. У 1797 році допомагав придушити заколот роялістів у Парижі. 23 грудня того ж року отримав звання дивізійного генерала. Того ж року очолював послідовно Самбро-Мааську й Рейнсько-Мозельську армії.
У 1799 році обирається членом Ради п'ятисот. Виступив проти заколоту 18 брюмера, але потім приєднався до Наполеона Бонапарта. Тому отримав командування Батавською армією. У 1801 році відправлений у відставку за свої республіканські висловлювання.

### На службі Наполеона
Під час коронації Наполеона останній запитав Ожеро: «Як Вам церемонія?» Той відповів: «Красива. На жаль, тут бракує 100 тисяч осіб, які наклали головою, щоб таких церемоній ніколи не було». Втім імператор надав Ожеро звання маршала, орден Почесного легіону.
У 1805 році успішно діяв проти австрійців під Ульмом, проте не брав участі у битві під Аустерліцом. У 1806 році звитяжив на чолі 7 корпусу Великої армії у битві під під Єною та під Ґолиміном. У битві під Пройсіш-Ейлау його корпус було розбито, а самого Ожеро поранено. Втім у 1808 році він стає герцогом Кастільйоне.
У 1808—1812 роках воював в Іспанії, де відзначився жорстокістю. У 1812 році повертається до Франції. У 1812 році призначається головою 11 корпусу, що стояв в Пруссії. Проте Ожеро не брав участь у військовій кампанії проти Росії. Після відступу Наполеона I з Росії Ожеро приєднався до нього. Після цього був активним учасником усіх битв 1813 року.
У військовій кампанії 1814 році виявив повільність та небажання продовжувати війну. Зрештою 16 квітня перейшов на бік Бурбонів. За це отримав звання пера.

### Останні роки
Під час Ста днів Наполеона Ожеро намагався повернути довіру останнього, проте марно. Тому не брав участі у військовій кампанії 1815 року. Під час другого повернення Бурбонів зберіг свої титули та звання, але вимушений був піти у відставку. Віддалився до свого маєтку, де й помер 12 червня 1816 року від водянки.